# Kroatiska nationalteatern i Split
Kroatiska nationalteatern i Split (kroatiska: Hrvatsko narodno kazalište u Splitu), vanligen kallad HNK Split, är en teater i Split i Kroatien. Kroatiska nationalteatern i Split är en av sex nationalteatrar i landet och en av de äldsta i Dalmatien som idag är i bruk.

### Fotnoter
1. 1 2  Hnk-split.hr Arkiverad 7 april 2012 hämtat från the Wayback Machine. – Teaterns officiella webbplats (kroatiska)